# Ołtarz szafiasty

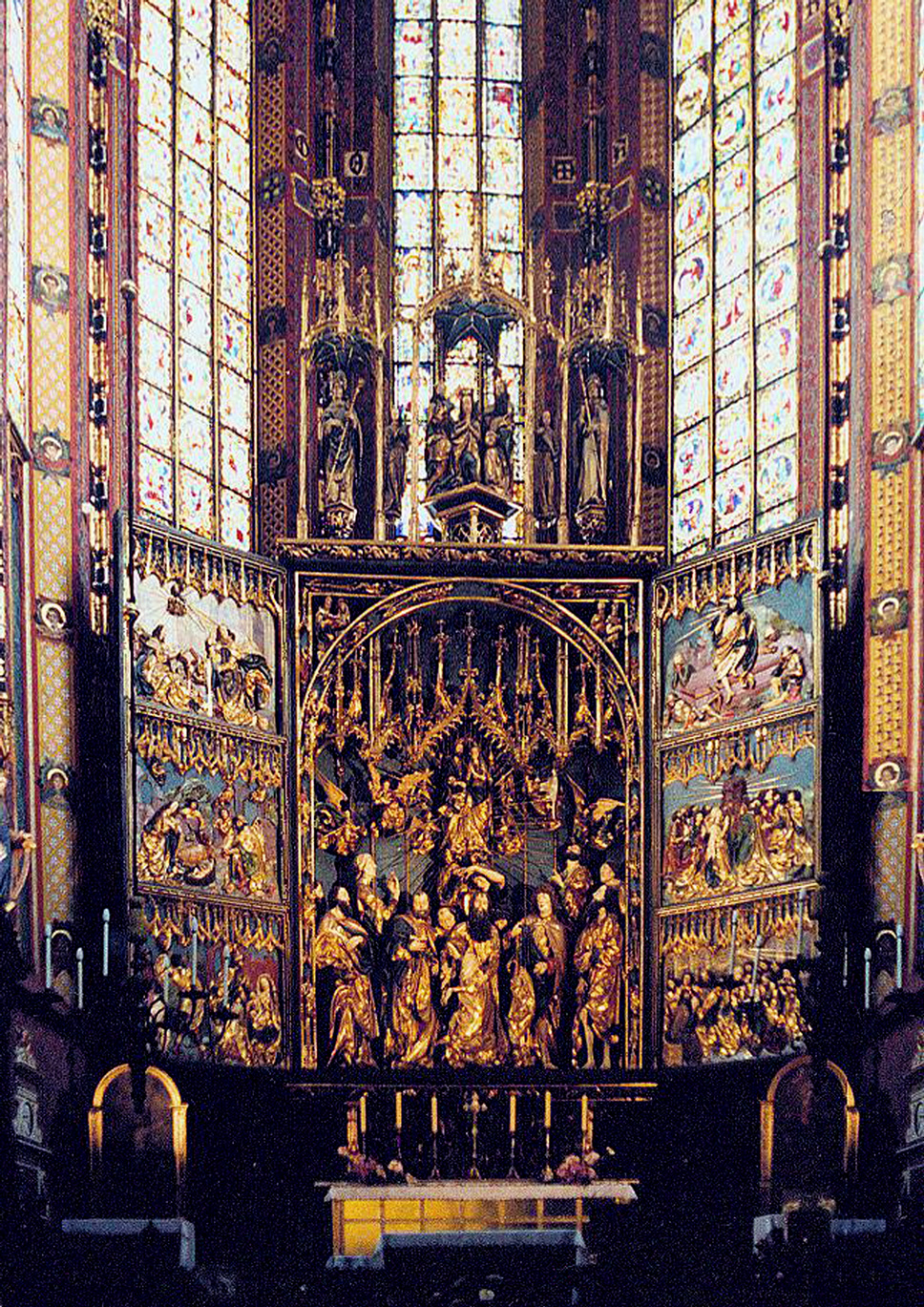
Ołtarz Wita Stwosza w Krakowie

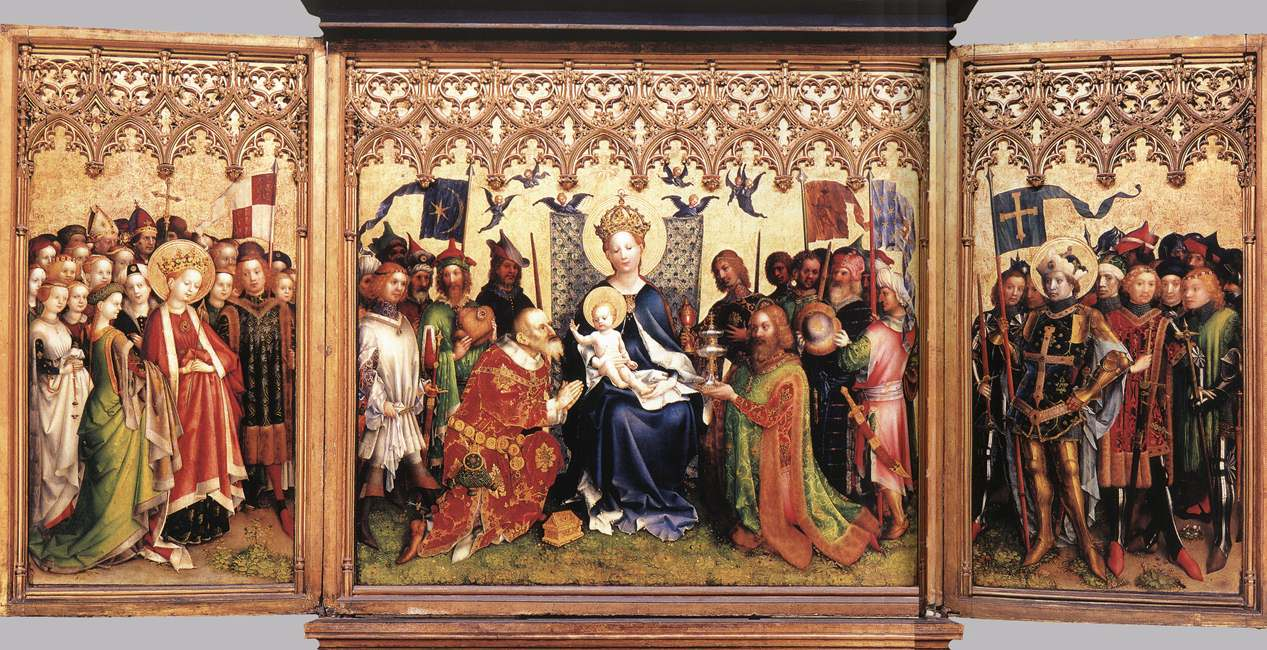
Stephan Lochner - Ołtarz Trzech Króli (około 1440 roku) Katedra w Kolonii

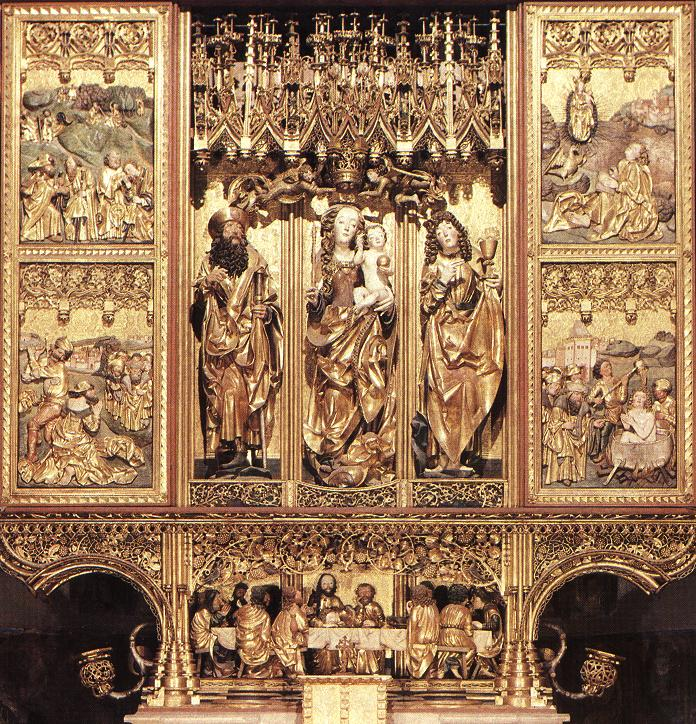
Mistrz Paweł z Lewoczy, Ołtarz Świętego Jakuba, w kościele farnym w Lewoczy

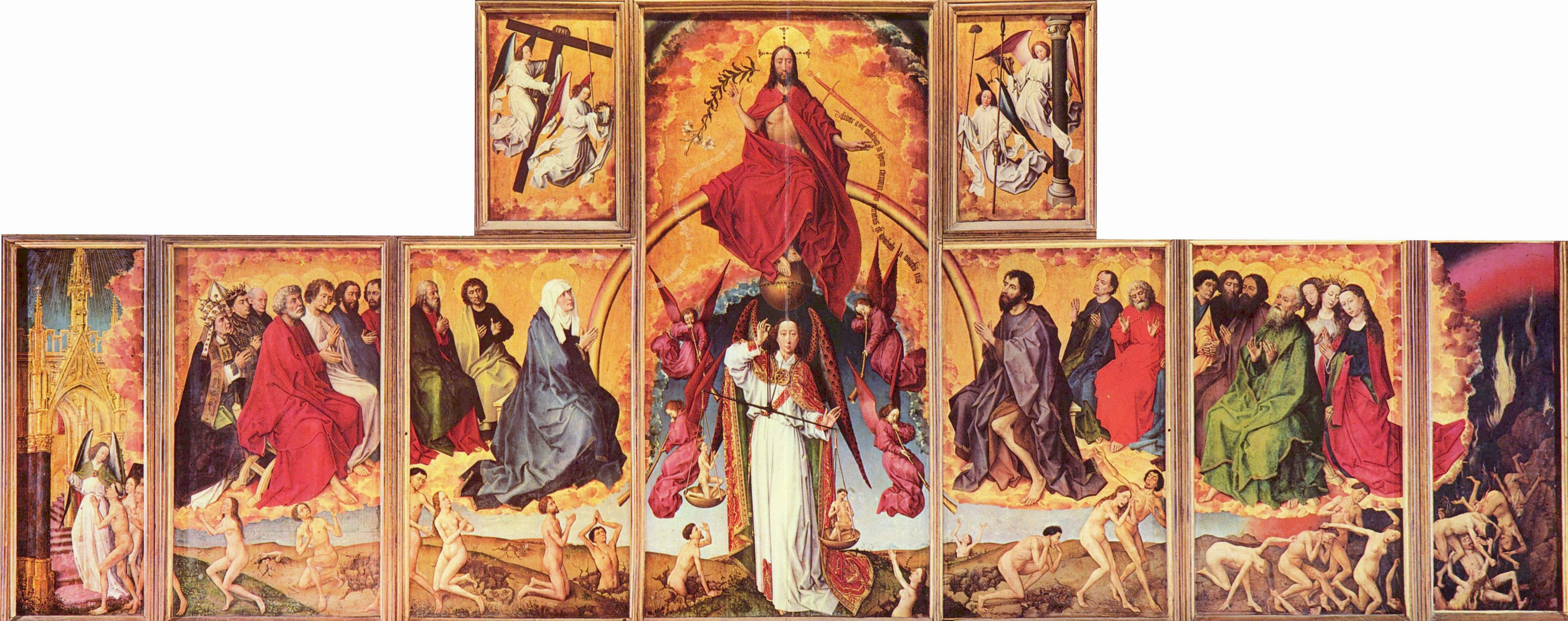
Rogier van der Weyden - Ołtarz Sądu Ostatecznego (około 1445–1450) Beaune, Hôtel-Dieu

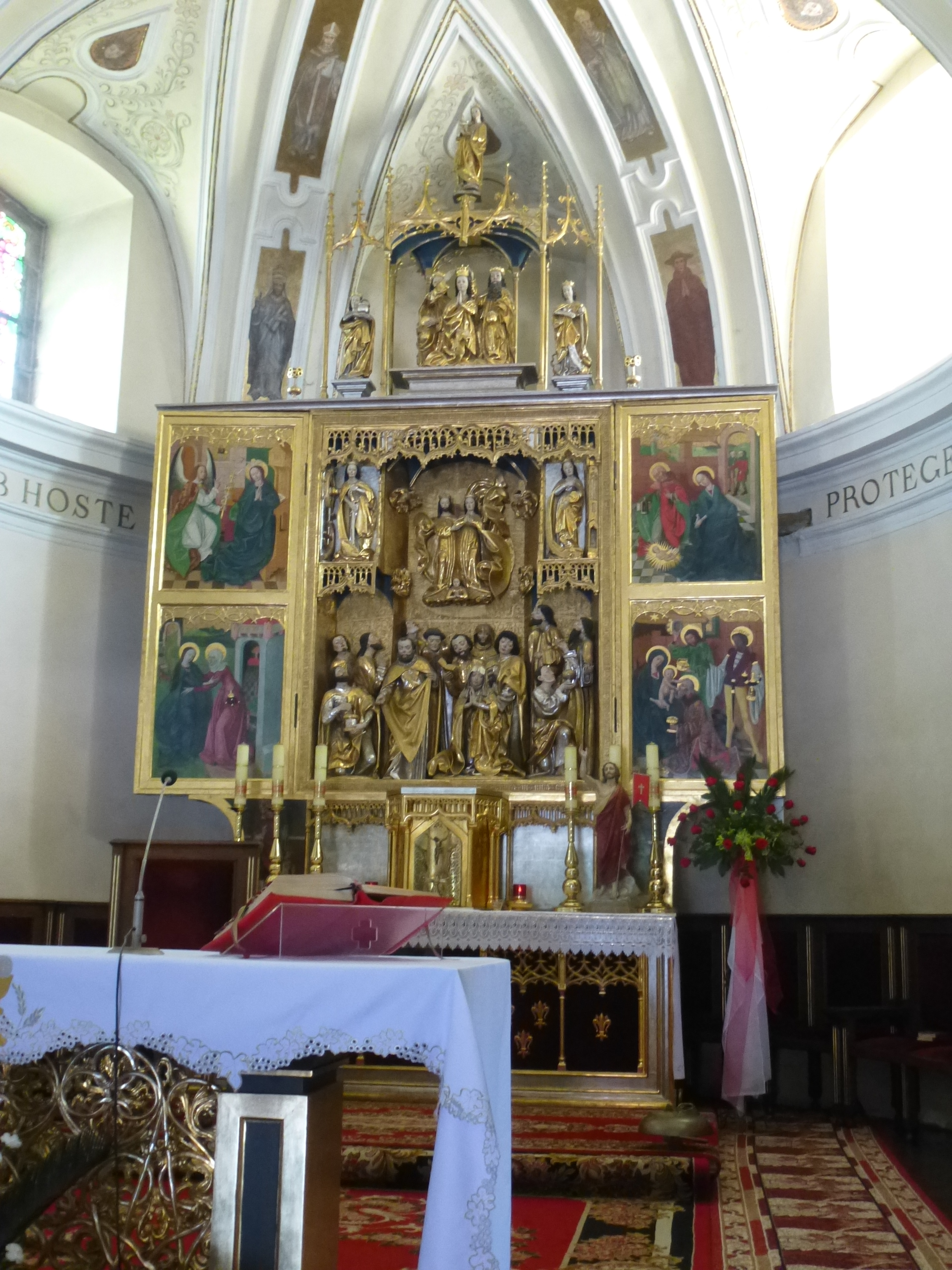
Warsztat Wita Stwosza (?), ołtarz główny z 1491 roku w kościele w Książnicach Wielkich

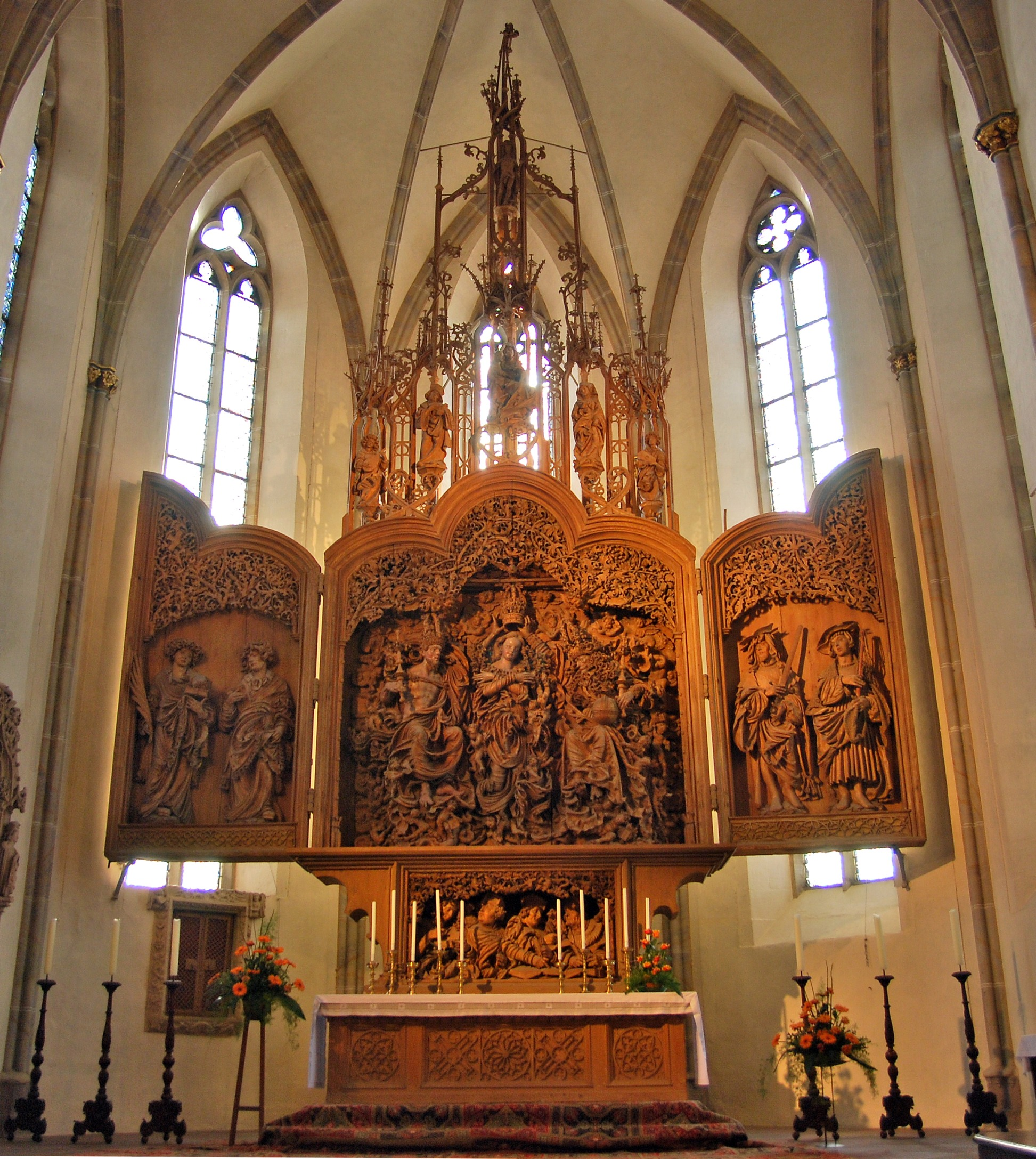
Mistrz HL - Ołtarz Koronacji Marii (lata 1523-1526) Breisach am Rhein, kościół Św. Szczepana

Ołtarz szafiasty (z niem. Schreinaltar), szafowy lub retabulum szafiaste (schreinretabel) –  typ nastawy ołtarzowej występujący w okresie gotyku, głównie w krajach Europy północnej.  Centralną część stanowi otwierana od frontu drewniana skrzynia, w której ustawione są rzeźby – figury Jezusa, Marii, świętych lub sceny narracyjne. Do bocznych, przednich krawędzi skrzyni przymocowane są na zawiasach tzw. skrzydła służące do zamykania skrzyni nastawy. Skrzydła są zwykle podzielone na kwatery i zdobione malowidłami, płaskorzeźbą, a w niektórych przypadkach rzeźbą pełnoplastyczną.

## Geneza i rozwój
Retabulum ołtarzowe ma swoją genezę w okresie  kształtowania się nowej formuły liturgii eucharystycznej. Ponieważ kościoły średniowieczne były orientowane (skierowane w stronę Ziemi Świętej) prezbiterium  było najważniejszą częścią przestrzeni liturgicznej świątyni. We wschodniej części znajdował się ołtarz, pierwotnie w  postaci prostej mensy na której stawiano najważniejsze utensilia liturgiczne. Kapłan dokonywał aktu transsubstancjacji tyłem do wiernych, dlatego też mensa ołtarzowa była przez niego zakryta, stąd też istniała potrzeba ideowego i artystycznego wyeksponowania głównego miejsca liturgii, którym był ołtarz. Drugim czynnikiem który ukształtował szafiaste retabulum ołtarzowe był rozwój kultu relikwii i potrzeba ich należytej ostentacji. Relikwie częstokroć włączano w kontekst liturgiczny, stąd niektóre retabula są jednocześnie relikwiarzami. Trzecim czynnikiem była potrzeba odpowiedniej prezentacji wizerunków kultowych lub przedstawień o charakterze religijnym. Ma to związek z kształtowaniem się ikonografii Chrystusa, Marii, świętych, ich wizerunki, lub wątki z zywotów były ilustrowane na retabulach. Czwartym, najważniejszym czynnikiem była konieczność zilustrowania liturgii, a struktura retabulów była często ściśle podporządkowana wymogom liturgii i hierarchii poszczególnych dni. Retabula były zamykane, parą,  dwoma, a nawet trzema parami skrzydeł (np. ołtarz Koronacji Marii w gdańskim kościele NMP) co sprzyjało eksponowaniu poszczególnych wątków w odpowiednie dni: powszechnie, niedziele i święta. Zazwyczaj w dni powszechne ołtarz był całkowicie zamknięty, a w niedziele i święta otwierany, w przypadku nastaw z dwoma parami strzydeł, w niedziele otwierano zewnętrzną parę skrzydeł, jedynie na główne uroczystości otwierano także wewnętrzną parę by odsłonić główne przedstawienie umieszczone w korpusie. 
Pierwowzorem gotyckich retabulów szafiastych były m.in. zamykane relikwiarze, przenośne ołtarze z kości słoniowej w formie tryptyków i obrazy tablicowe z wydzielonymi kwaterami.   
Najstarsze zachowane retabula szafiaste datuje się na XIV wiek, znajdują się na terenie niemieckiej Nadrenii (ołtarze w kościele NMP w Oberwesel, kościele klasztornym Cysterek w Marienstatt i z kościoła Klarysek w Kolonii, obecnie w tamtejszej katedrze) oraz na Holsztynie (ołtarz w kościele w Cismarze) i Pomorzu Przednim (zespół retabulów ołtarzowych w kościele Cystersów w Doberan). Nadreńskie retabula oprócz przedstawień rzeźbiarskich i malarskich posiadają repozytoria na relikwie. Przez cały okres gotyku powstawały rozmaite retabula ołtarzowe o takim typie w rozmaitej postaci. Część z nich składa się wyłącznie z rzeźb umieszczonych w architektoniczną strukturę nastawy, inne składają się wyłącznie z malowideł. Już od początku tradycji szafiastego ołtarza powstawały retabula jako kompleksowe dzieła sztuki łączące zarówno cechy architektury, rzeźby i malarstwa. 

## Obszary występowania
Retabula szafiaste kształtowały się głównie w kulturze niemieckojęzycznej, która obejmowała całe Święte Cesarstwo Rzymskie, a także oddziaływała na terenach ościennych. We wszystkich krajach niemieckich (głównie w Saksonii i Brandenburgii oraz Szwabii, Frankonii i Bawarii) powstawały najróżniejsze ich typy. Wiele retabulów znajduje się w Austrii, Śląsku, Małopolsce i na Spiszu. W Małopolsce najbardziej znanym przykładem ołtarza szafiastego jest Ołtarz Mariacki Wita Stwosza z Kościoła Mariackiego w Krakowie. Szafiaste retabula powstawały także na zachód od Niemiec, głównie w Niderlandach. 

## Przykłady
- Ołtarz w kościele Cysterek w Marienstatt - tryptyk datowany na około 1350 rok, wykonany w Kolonii, charakteryzuje się dwustrefowym podziałem. W każdej części znajdują się nisze obramione ostrołukowymi arkadami i wimpergami z dekoracją maswerkową. W górnej strefie nisze mieszczą pełnoplastyczne figury apostołów oraz umieszczona na osi środkowej scena Triumfu Marii, w dolnej zaś popiersia relikwiarzowe przedstawiające m.in. święte Katarzynę, Kordulę, Urszulę, Agnieszkę. Korpus podzielony jest na trzy osie, z których środkowa (ze wspomnianą rzeźbioną sceną Triumfu Marii) jest wysunięta, stąd też po zamknięciu skrzydeł jest widoczna. Na rewersach skrzydeł malowane sceny pasyjne.
- Tryptyk z Łuczyny, wykonany około roku 1370, drewniany z pełnoplastycznymi figurami Madonny z Dzieciątkiem na lwie, w asyście świętych Mikołaja i Katarzyny. Na bocznych kwaterach  płaskorzeźbione wizerunki świętych apostołów i męczenników. Ze względu nie tylko na charakterystyczny typ przedstawienia Marii z Dzieciątkiem ale też na styl figur łączony jest przez badaczy jako dzieło artysty z kręgu Mistrza Madonn na lwach. Zasięg dzieł wykonanych w tym stylu obejmuje Śląsk, Pomorze, Wielkopolskę i Małopolskę.
- Ołtarz Świętego Jakuba, w kościele farnym w Lewoczy, chef d'oeuvre Mistrza Pawła, wykonany około 1517 roku. Tryptyk ten składa się z predelli mieszczącej pełnoplastyczną scenę Ostatniej Wieczerzy, szafy z figurami Marii z Dzieciątkiem, świętych Jakuba i Jana Ewangelisty zamykanej skrzydłami z płaskorzeźbionymi (awersy) i malowanymi (rewersy) scenami z Żywota św. Jakuba i zwieńczenia, które tworzą strzeliste fiale. Pośród których figury Ojców Kościoła: Augustyna, Hieronima i Grzegorza Wielkiego.
- Ołtarz Świętej Krwi w kościele Świętego Jakuba w Rothenburg ob der Tauber - dzieło Tilmana Riemenschneidera z początku XVI stulecia. W ażurowej szafie z wykuszem od strony tylnej ozdobionym ostrołukowym oknami mieści się scena Ostatniej Wieczerzy, gdzie figury Chrystusa i apostołów wykonane są pełnoplastycznie, podobnie jak figury na zwieńczeniu (m.in. Vir Dolorum) i predelli (krucyfiks adorowany przez anioły trzymające arma Christi). Na bocznych skrzydłach płaskorzeźbione sceny Wjazdu Chrystusa do Jerozolimy i Modlitwy w Ogrojcu. Na zwieńczeniu mieści się relikwiarz mieszczący domniemaną krew Chrystusa.
- Ołtarz główny w kościele w Kefermarkt, wykonany w latach 1490-97. Jest to tryptyk, którego korpus mieści pełnoplastyczne figury świętych Wolfganga, Piotra i Krzysztofa. Na skrajach mniejsze figury świętych Szczepana i Wawrzyńca. Na skrzydłach bocznych Zwiastowanie Marii  i Pokłon Trzech Króli (strona lewa) Boże Narodzenie i Zaśnięcie Marii Panny (strona prawa). Na zwieńczeniu figury Marii z Dzieciątkiem, święte Barbara i Katarzyna oraz św. Agnieszka. Ponadto w tej strefie popiersia dwóch proroków.
- Ołtarz Koronacji Marii w kościele Świętego Floriana w Sankt Wolfgang im Salzkammergut - zwany Ołtarzem Pachera, poliptyk wykonany około 1470 roku przez Michaela Pachera, pentaptyk z rzeźbionymi predellą, korpusem i zwieńczeniem i malowanymi polami dwóch par skrzydeł. Odsłona powszechna ukazuje Żywot świętego Wolfganga z Ratyzbony, niedzielna epizody z życia Chrystusa (Chrzest w Jordanie, Kuszenie Chrystusa, Próba ukamieniowania, Wypędzenie przekupniów ze świątyni, Gody w Kanie, Chrystus i cudzołożnica, Cudowne rozmnożenie chleba i Wskrzeszenie Łazarza), świąteczna zaś sceny Bożę Narodzenie, Obrzezanie, Ofiarowanie Jezusa w świątyni i Zaśnięcie Marii. W szafie bogato rzeźbiona scena Koronacji Marii w asyście świętych Floriana i Wolfganga. Na predelli Ostatnia Wieczerza, a na zwieńczeniu Grupa Ukrzyżowania.
- Ołtarz Koronacji Marii główny ołtarz, kościoła Św. Szczepana w Breisach am Rhein. Wykonany został w latach 1523-26 przez anonimowego Mistrza HL. W korpusie pełnoplastyczne przedstawienie Koronacji Marii, na skrzydłach płaskorzeźbione wizerunki świętych męczenników: Szczepana i Wawrzyńca oraz Gerwazego i Protazego. W predelli pełnoplastyczne wizerunki Czterech Ewangelistów. Retabulum to charakteryzuje się monochromatycznymi niepolichromowanymi rzeźbami i dekoracją, z drugiej strony zaś przepychem, obfitością, bogactwem dekoracji, dekoracyjnością kostiumów, fryzur, dbałością o detale anatomiczne postaci. Ze względu na te cechy, styl tego retabulum (wraz z innymi tego typu dziełami w Rzeszy) jest niekiedy określany jako "późnogotycki barok".
- Ołtarz Wniebowzięcia NMP, znajdujący się w prezbiterium kościoła Wniebowzięcia NMP w Pisarzowicach. Późnogotycki rzeźbiony pentaptyk szafiasty ze sceną główną Wniebowzięcia NMP w szafie środkowej z 1521 r. jest jednym z nielicznych zachowanych (bez większych zmian) retabulów śląskich. Rzeźby zostały wykonane z drewna lipowego, powleczone zaprawą kredowo-klejową, polichromowane temperą i złocone.

Inne przykłady:

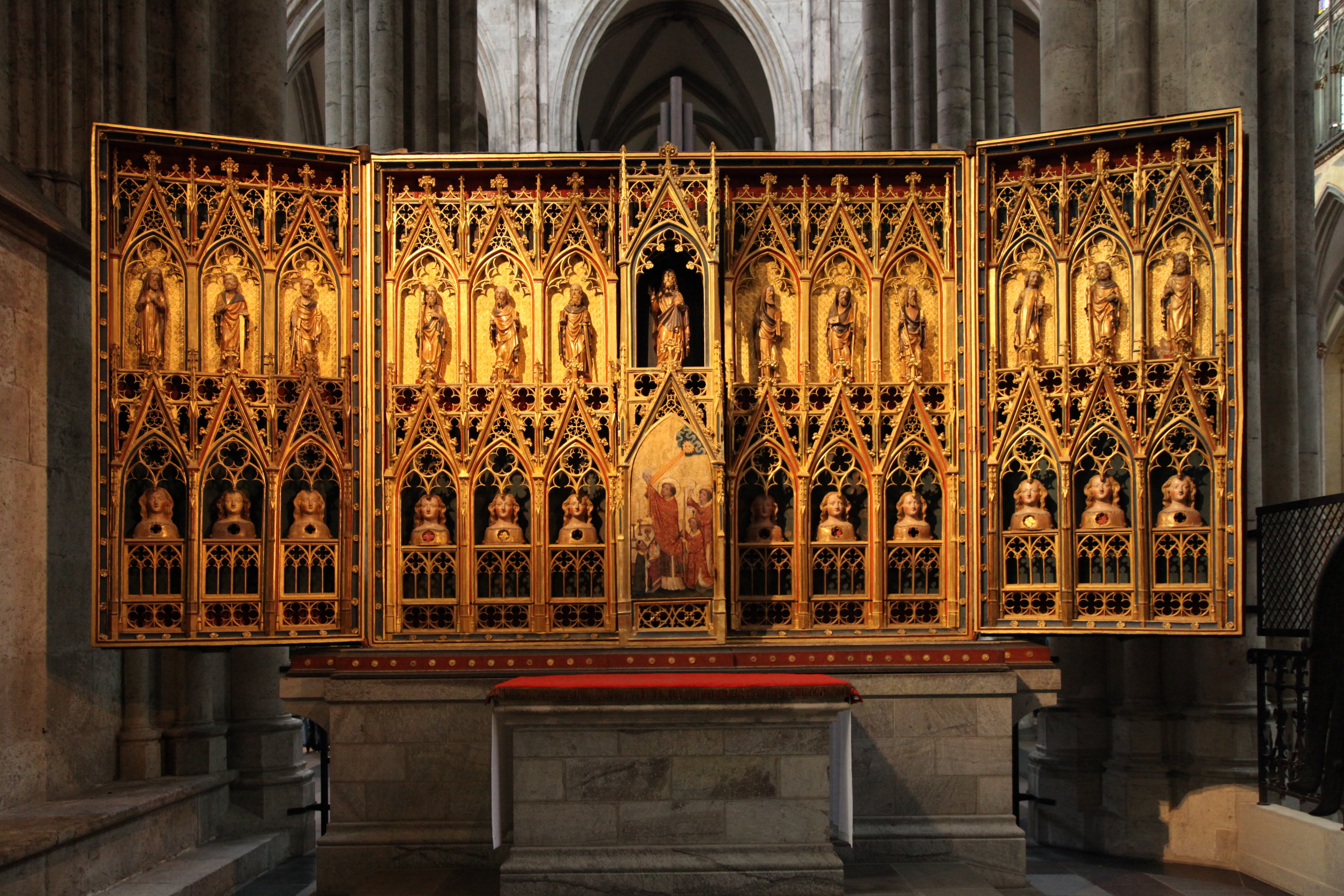
Ołtarz Klarysek (około 1350 roku) w katedrze w Kolonii
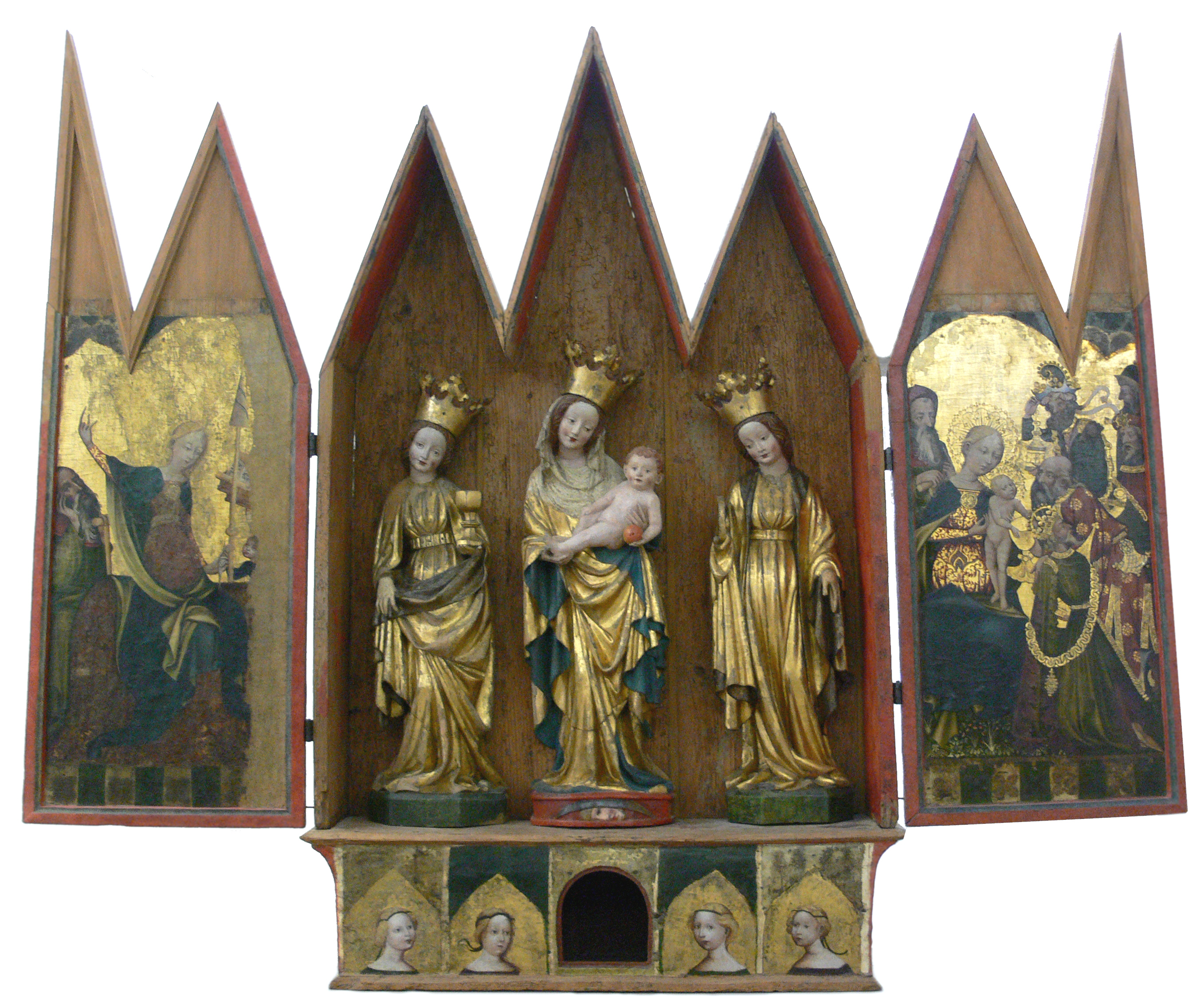
Ołtarz z Dornstadt (około 1417 r.)
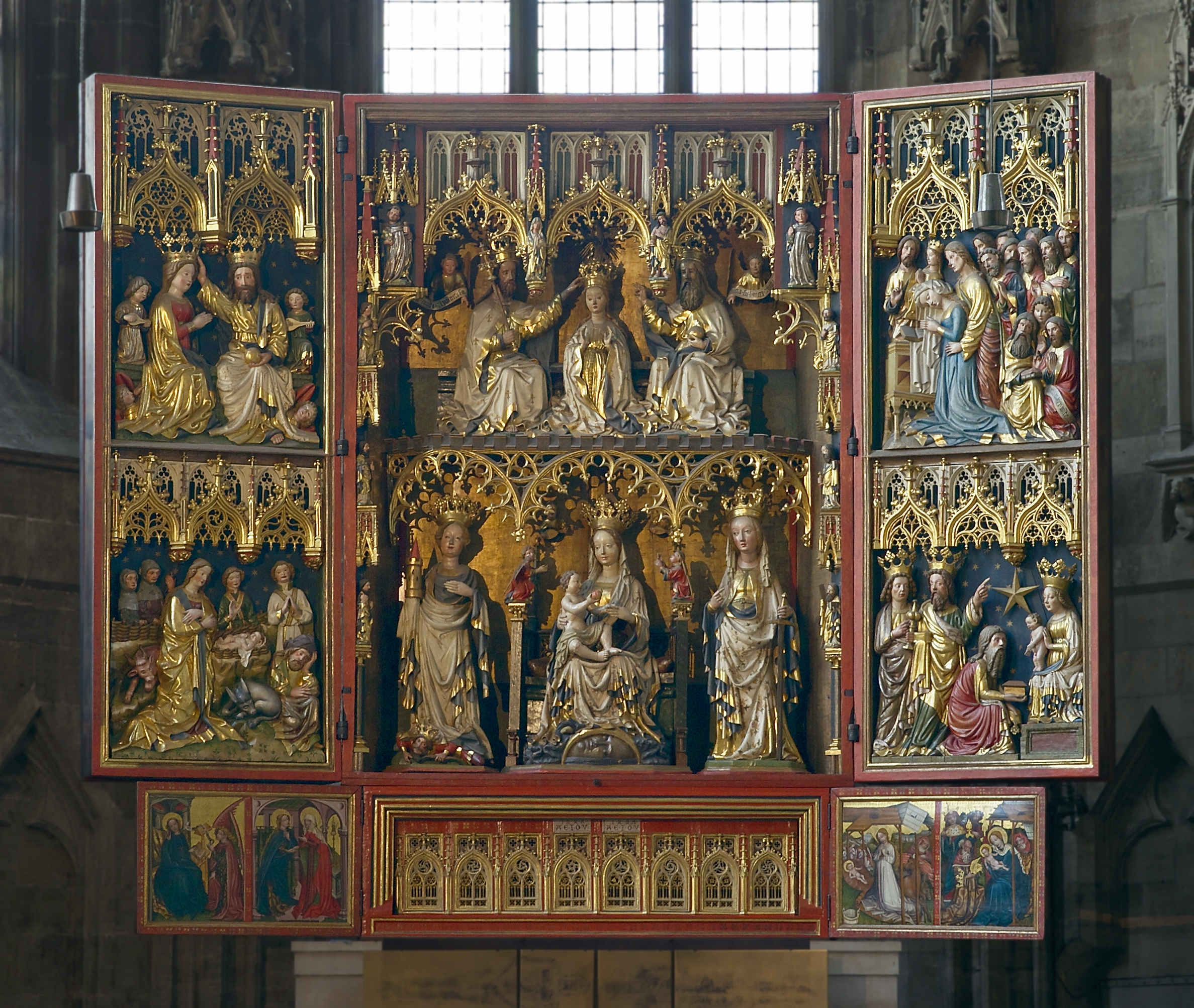
Ołtarz z Wiener Neustadt (około 1447 r.) w katedrze Św. Szczepana w Wiedniu
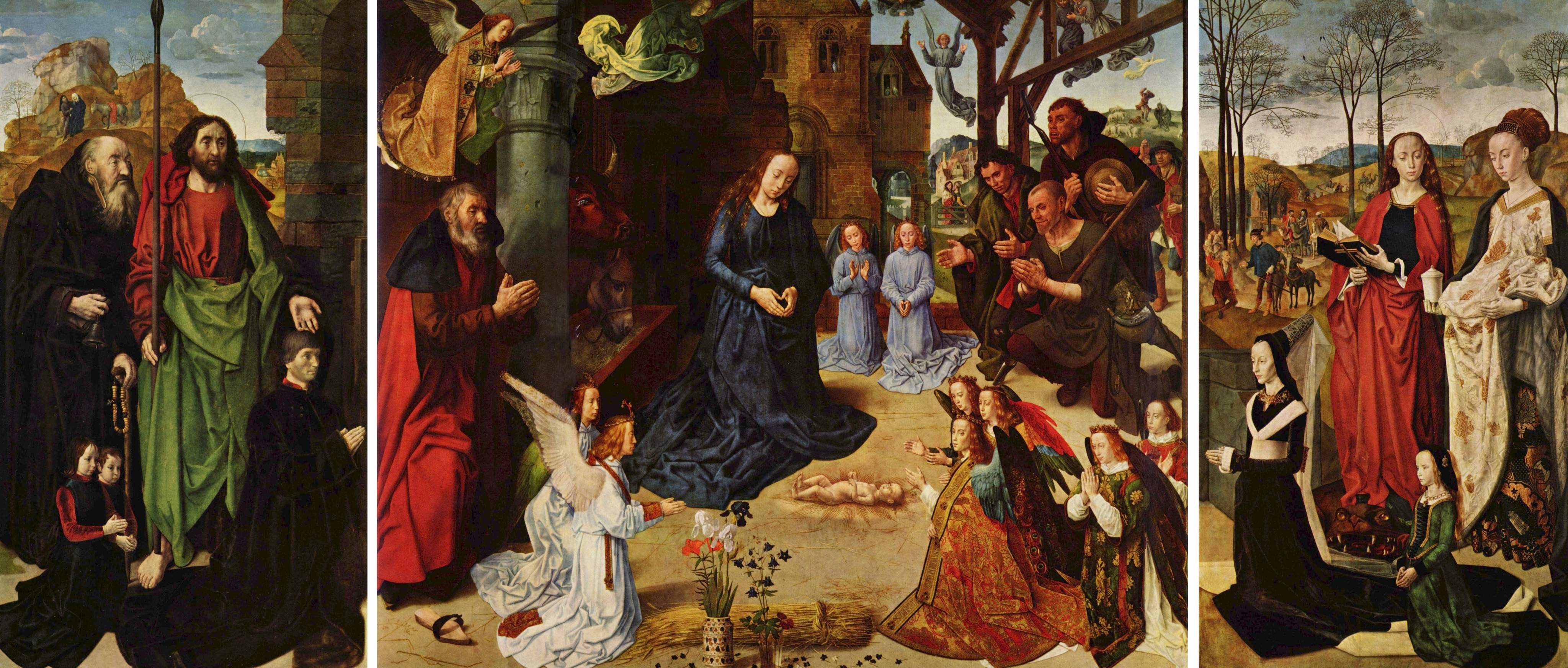
Hugo van der Goes, Tryptyk Portinarich, 1476–1478, Florencja, Uffizi
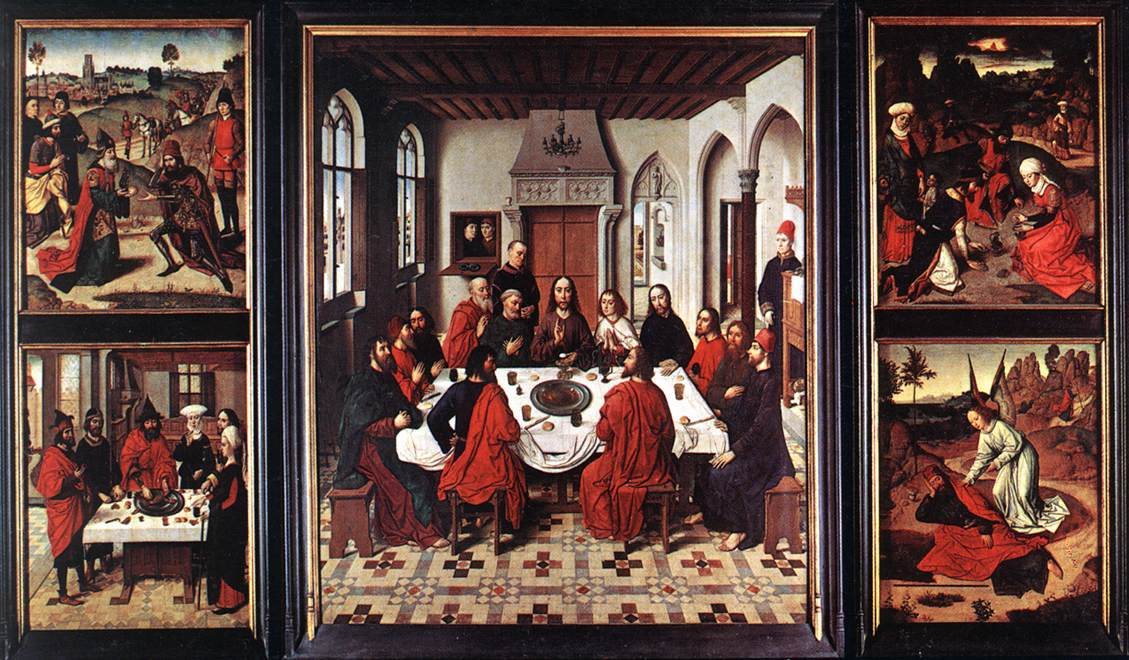
Dirk Bouts - Ołtarz Eucharystii (1464-1468) w kościele Św. Piotra w Lowanium
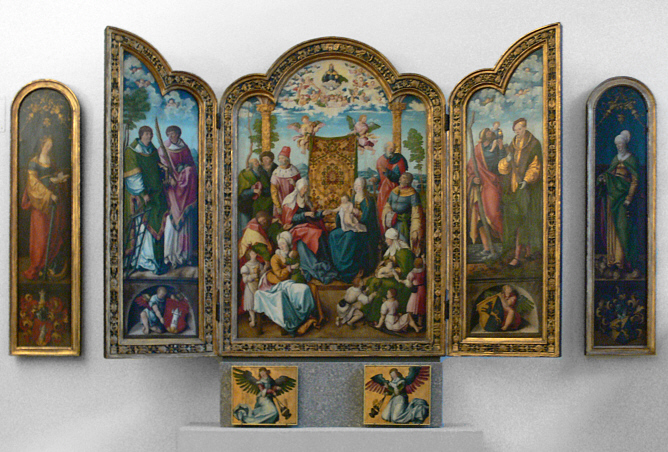
Wolf Traut Ołtarz Rodziny Marii z Artelshofener
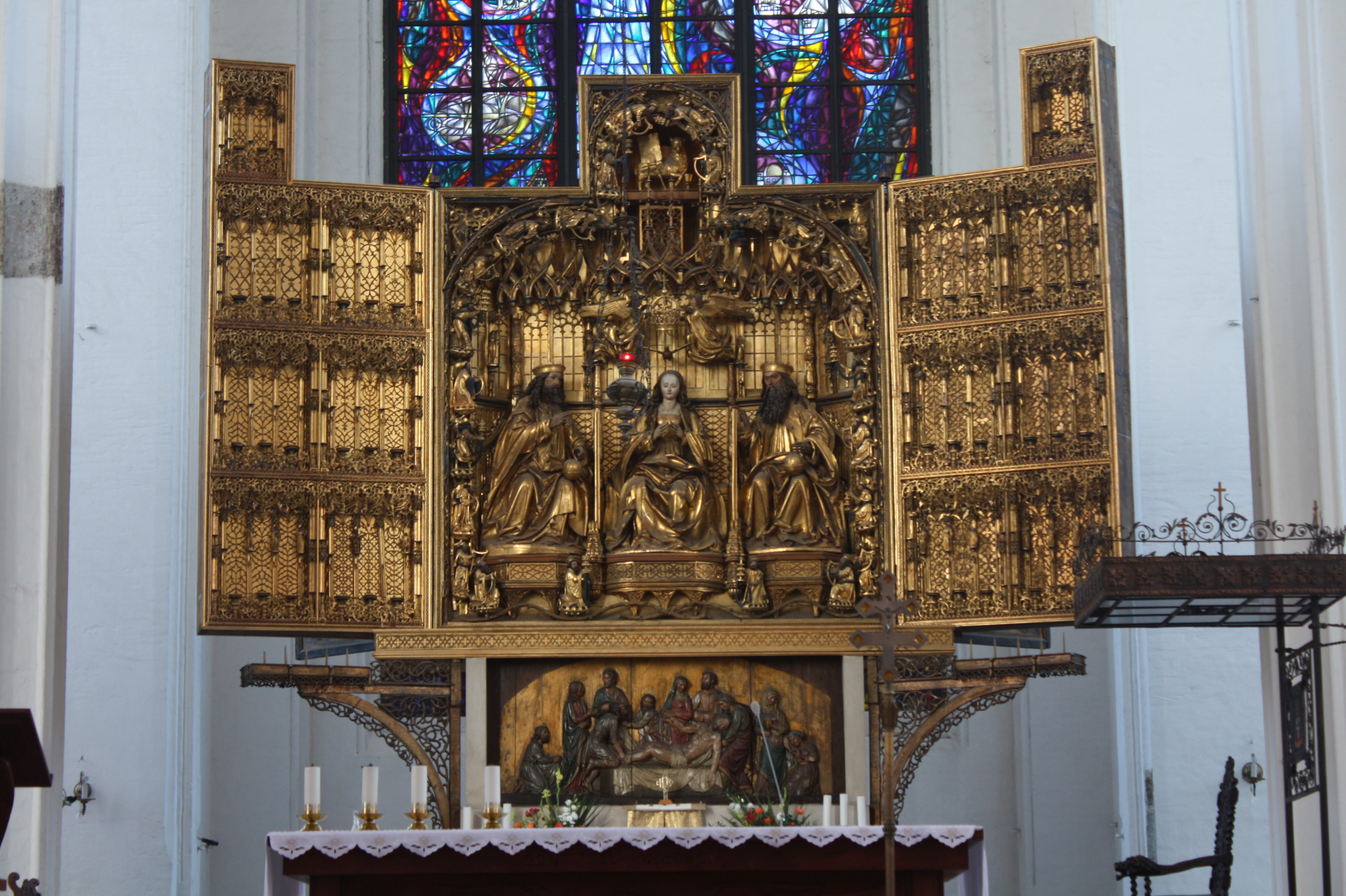
Mistrz Michał Ołtarz Koronacji Marii (1515 rok) w kościele Mariackim w Gdańsku
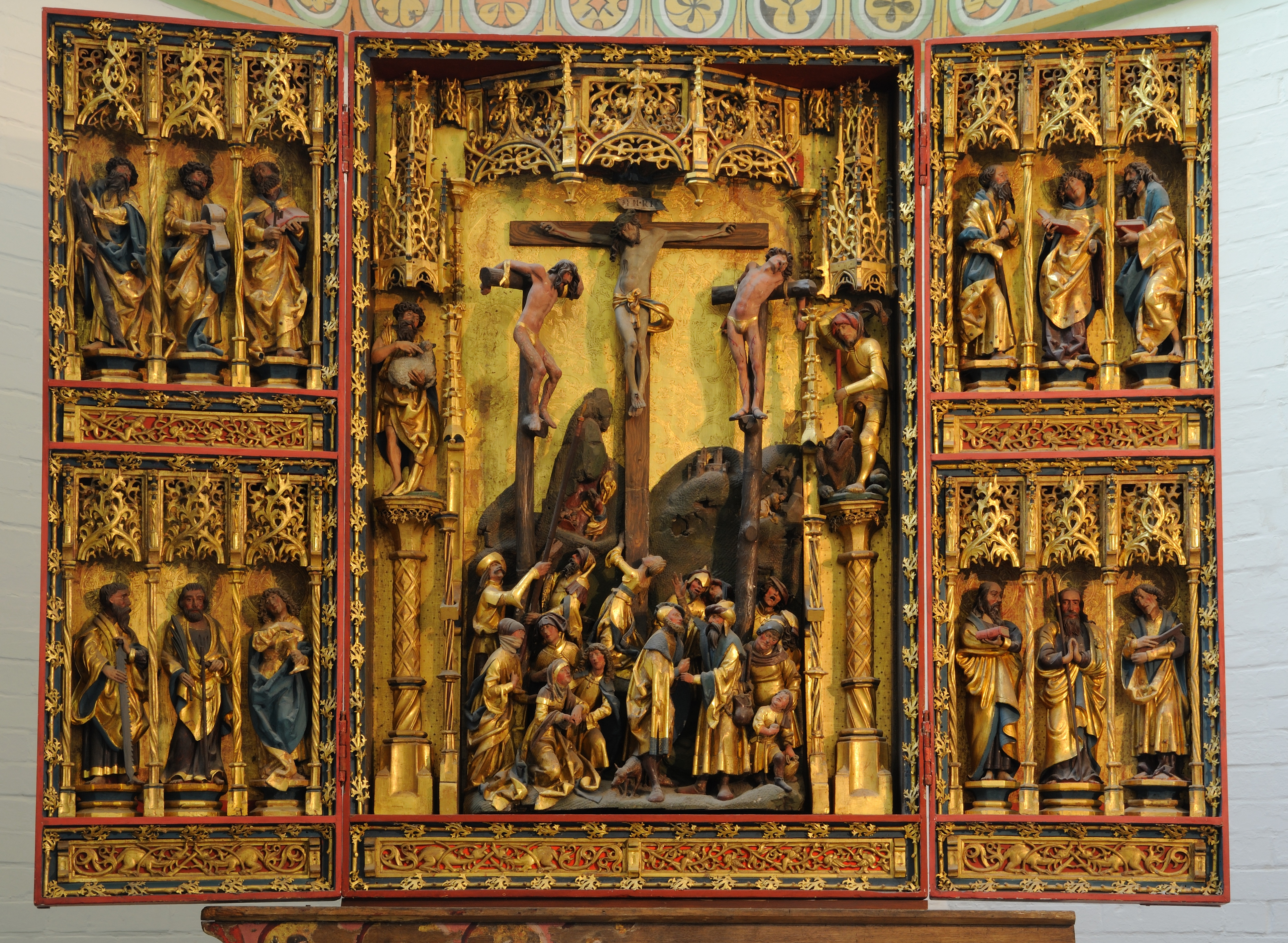
Benedict Dreyer - ołtarz Św. Jana w kościele Św. Jana w Lüneburgu
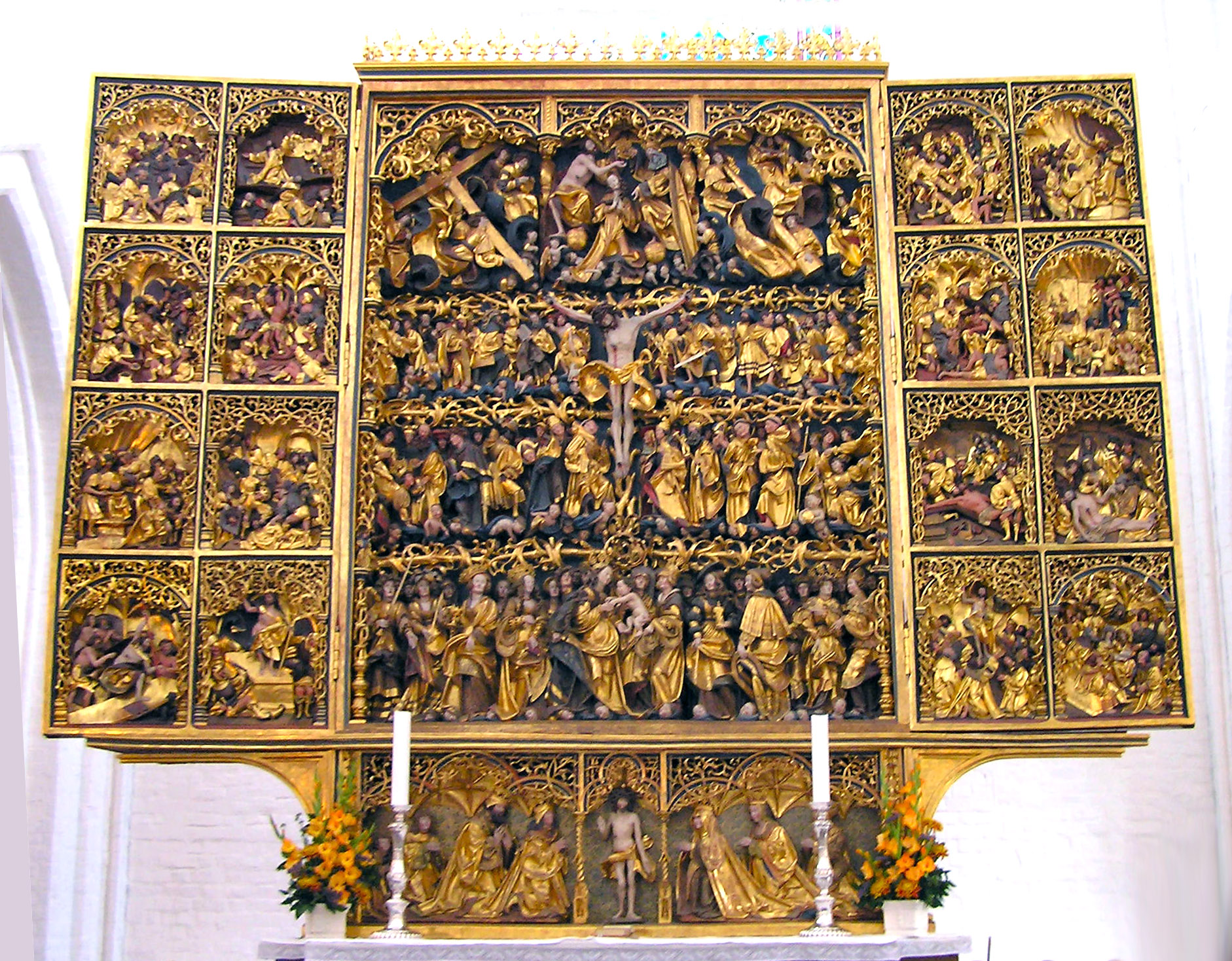
Claus Berg - ołtarz główny (1517 r.) w katedrze Św. Kanuta w Odense
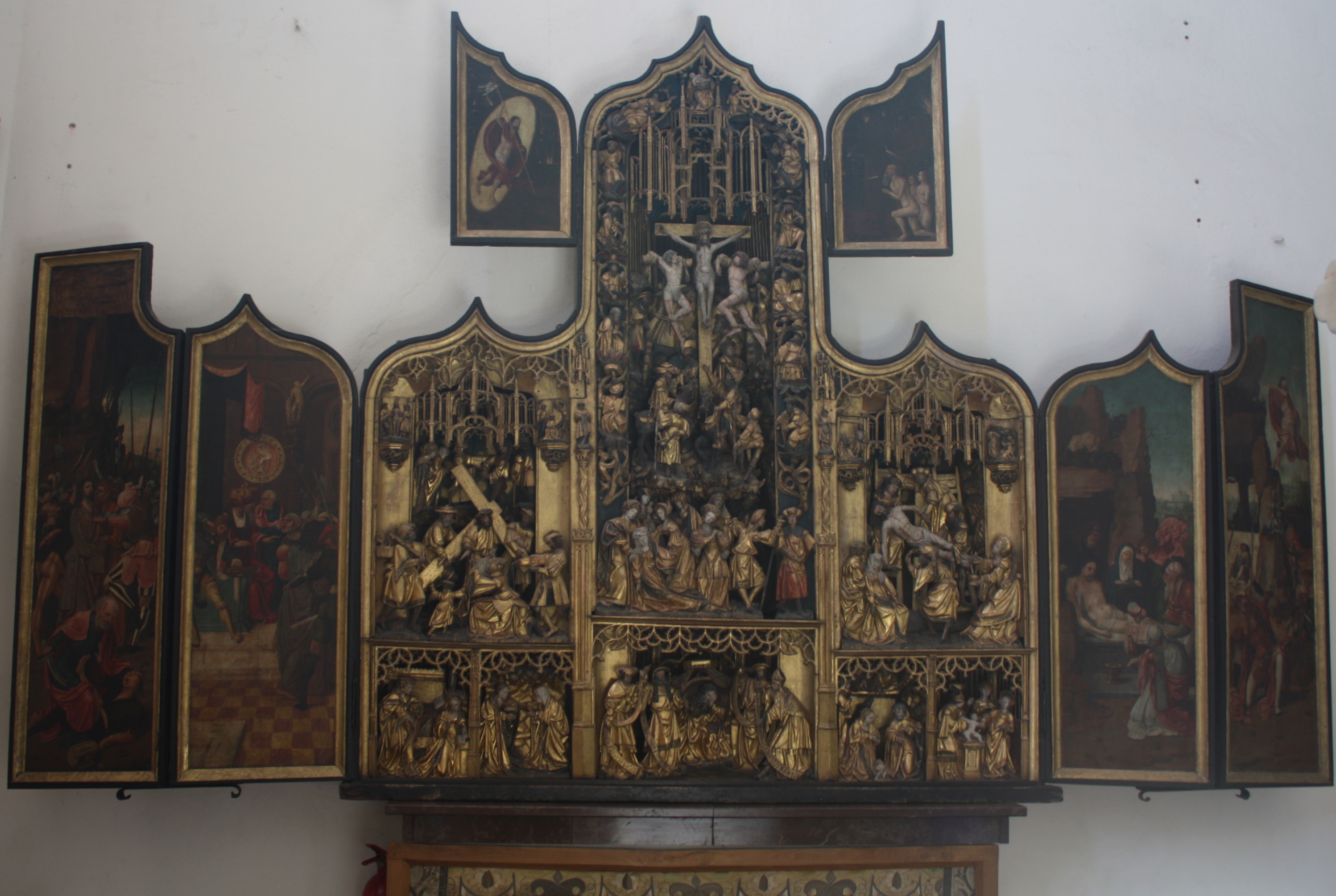
Ołtarz Pasji Chrystusa w kościele Norbertanek w Żukowie (około 1510 rok)
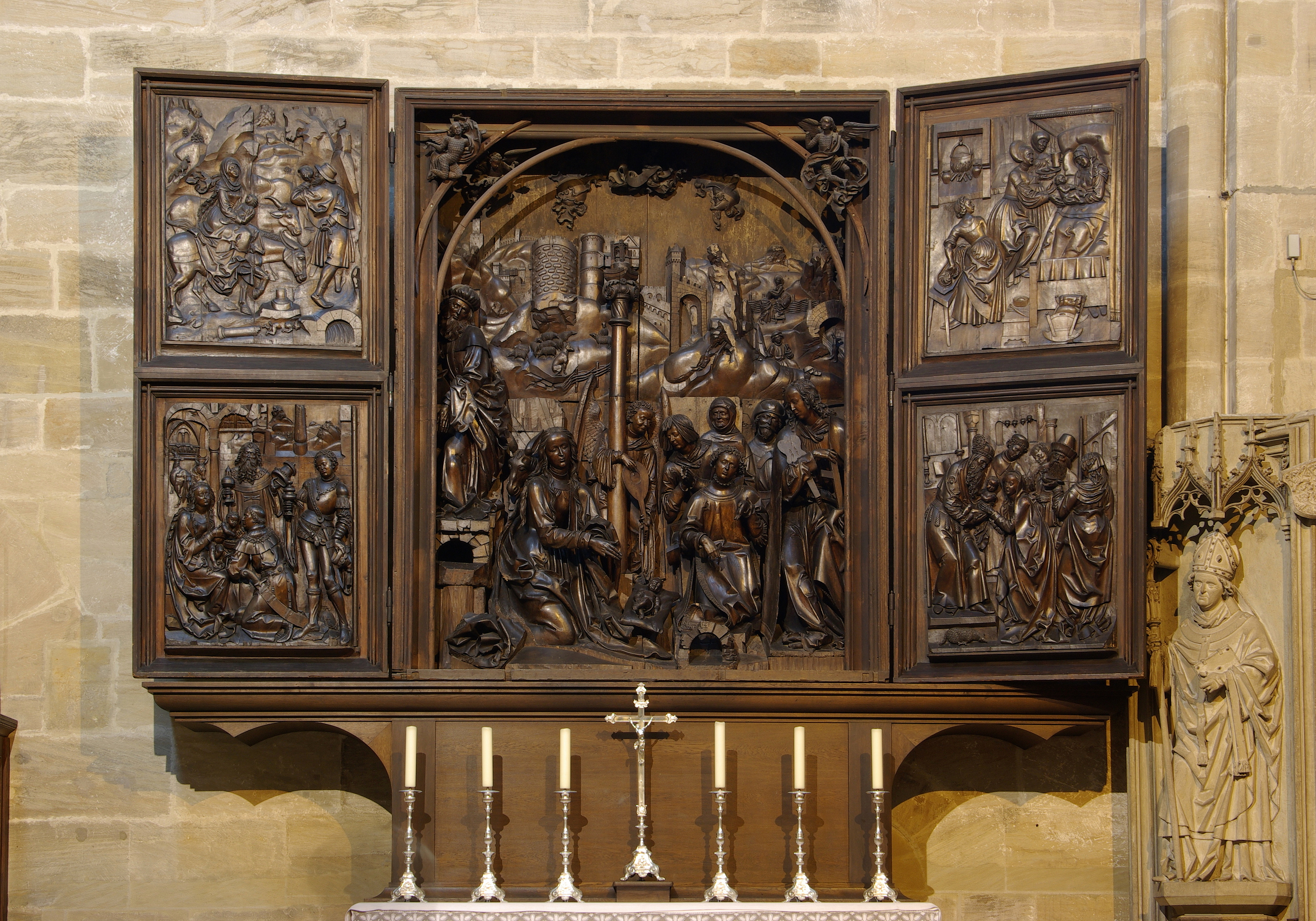
Wit Stwosz, Ołtarz Salwatora (1523 rok) Katedra w Bambergu